# Gewone oeakari
De gewone oeakari of witte oeakari (Cacajao calvus) is een zoogdier uit de familie van de sakiachtigen (Pitheciidae). De wetenschappelijke naam van de soort werd voor het eerst geldig gepubliceerd door Isidore Geoffroy Saint-Hilaire in 1847.

## Taxonomie
In 2022 werden alle ondersoorten van de gewone oeakari tot aparte soorten verheven, waardoor alleen nog de witte oeakari's onder Cacajao calvus vielen. De roodharige Cacajao novaesi, C. rubicundus en C. ucayalii, worden sindsdien als aparte sooren gerekend. Daarnaast werd er een nieuwe soort oeakari beschreven die ook een witte vacht heeft: Cacajao amuna.

## Kenmerken
Dit dier heeft een onbehaard, roze tot donkerrood gezicht en voorhoofd en een relatief korte staart. De soort heeft een witte vachtkleur. De lichaamslengte bedraagt 38 tot 57 cm, de staartlengte 14 tot 18,5 cm en het gewicht 3 tot 3,5 kg.

## Leefwijze
Overdag gaan ze in gemengde groepen van 10 tot 20, soms wel 100 dieren, in bomen op zoek naar voedsel, dat bestaat uit zaden, vruchten, bloemen en klein gedierte. Dit doen ze soms samen met andere apen, zoals doodshoofdaapjes.

## Verspreiding
De witte oeakari leeft in het noordwesten van Brazilië. Men vindt ze minder in bossen langs de grote witwaterrivieren. 